# Dainik Aikya
Dainik Aikya (Aikya betekent 'eenheid') is een Marathi-dagblad, dat uitgegeven wordt in Satara in de Indiase deelstaat Maharashtra. Het blad werd in 1924 opgericht door Shri Raobahaddur Kale, het was toen een weekblad. In 1999 was Dainik Aikya een van de eerste Marathi-kranten die online ging. Schrijvers die aan de krant hebben bijgedragen waren onder andere Vishwas Mehendale, Madhav Gadkari en H.M. Marathe.